# دادگاه تجدیدنظر استان
به منظور رسیدگی مجدد به آرای صادره از سوی شعب دادگاه های بدوی (نخستین)، در مرکز استان های ایران، دادگاه های تجدیدنظر استان تشکیل گردیده و به اعتراض (تجدیدنظرخواهی) نسبت به آرای صادره از سوی شعب دادگاه های بدوی همان استان رسیدگی می نماید.
همچنین در مواردی که بین شعب دادگاه های بدوی داخل یک استان از حیث صلاحیت محلی اختلاف نظر حاصل شود، پرونده برای حل اختلاف و تعیین مرجع صالح به دادگاه تجدیدنظر استان ارجاع می گردد.
شعب دادگاه های تجدیدنظر از یک رئیس و دو مستشار تشکیل گردیده و با دو عضو نیز رسمیت می یابد، ملاک صدور رأی، نظر اکثریت است، در مواردی که شعبه با حضور دو عضو تشکیل جلسه داده باشد و به هنگام صدور رأی بین اعضای شعبه اختلاف نظر حاصل شود، یک عضو توسط رئیس کل دادگستری به آن شعبه اضافه می گردد تا نظر اکثریت ملاک عمل و صدور رأی قرار گیرد.

## تشکیلات دادگاه
هر شعبه دادگاه تجدید نظر استان، دارای دو بخش اصلی می‌باشد:
- شعبهٔ دادگاه
- دفتر دادگاه

### شعبه
این بخش، اصلی‌ترین بخش دادگاه تجدیدنظر است و رئیس در این بخش است که می‌نشیند و جلسات دادرسی در همین بخش تشکیل می‌شود و اینجا است که اگر محاکمه‌ای باشد، صورت می‌پذیرد. اعضای اصلی این بخش سه دادرس یا همان قاضی هستند که یکی‌شان رئیس شعبه است و دو نفر دیگر، مستشار هستند و تصمیمات بر پایهٔ اکثریت اعضای شعبه است.

### دفتر
این بخش را مدیر دفتر، ریاست می‌کند. بیشتر کار این بخش، انجام مکاتبات دادگاه و انجام کارهای بایگانی و تعیین اوقات است.
مطالعه این متن پیشنهاد می شود: احتمال تغییر رای در دادگاه تجدید نظر